# アイヴィー・ベル
アイヴィー・ベル (Ivy Bells) とは、アメリカ海軍と国家安全保障局(NSA)が1970年代から1980年代に掛けてオホーツク海で実施していたソ連軍の海底ケーブル盗聴作戦のコードネーム。
アメリカ海軍の原潜ハリバットがオホーツク海に忍び込み、ソ連軍の海底ケーブルに盗聴器を設置する方法がとられていた。盗聴器は海底ケーブルから外側に漏洩する電磁波を受信して内容を記録するので、ケーブルに直接接触する必要がない。受信した通話内容は盗聴器のテープに記録され、定期的にアメリカ海軍の原潜がそれを回収する方法が採られた。この作戦は多大な成果を収め、アメリカ軍が持つ最高レベルの情報源と位置づけられたが、元NSA職員のロナルド・ペルトンが金銭目的で作戦の存在をソ連側に知らせたため、ソ連が海底から盗聴器を発見・揚収した事から、作戦中止に追い込まれた。この時、揚収された盗聴装置は、現在モスクワ市内で展示されている。
尚、バレンツ海で展開されていた同様の作戦は、その後も継続して実施されたと言われる。
このような特殊任務用に以下の艦が改修を受けている。
- ハリバット (SSN-587)
- シーウルフ (SSN-575)
- パーチェ (SSN-683)
- ジミー・カーター (SSN-23)